# Bruno Telushi
Bruno Telushi (Vlorë, Albania, 11 de noviembre de 1990) es un futbolista albanés que juega de centrocampista en el F. K. Partizani Tirana de la Superliga de Albania.

## Selección nacional
| Selección        | Año  | PJ | Goles |
| ---------------- | ---- | -- | ----- |
| Selección sub-21 | 2013 | 4  | 1     |

## Clubes
| Club                    | País       | Año       |
| ----------------------- | ---------- | --------- |
| Flamurtari Vlorë        | Albania    | 2009-2017 |
| Virtus Entella (cedido) | Italia     | 2010-2011 |
| N. K. Slaven Belupo     | Croacia    | 2017      |
| F. K. Partizani Tirana  | Albania    | 2018-2020 |
| F. K. Kukësi            | Albania    | 2020      |
| Neftçi P. F. K.         | Azerbaiyán | 2020-2021 |
| K. F. Egnatia           | Albania    | 2021-2022 |
| F. K. Partizani Tirana  | Albania    | 2022-     |

## Palmarés

### Títulos nacionales
| Título                     | Club                   | País       | Año  |
| -------------------------- | ---------------------- | ---------- | ---- |
| Copa de Albania            | Flamurtari Vlorë       | Albania    | 2014 |
| Superliga de Albania       | F. K. Partizani Tirana | Albania    | 2019 |
| Supercopa de Albania       | F. K. Partizani Tirana | Albania    | 2019 |
| Liga Premier de Azerbaiyán | Neftçi P. F. K.        | Azerbaiyán | 2021 |
| Superliga de Albania       | F. K. Partizani Tirana | Albania    | 2023 |